# Stephanus von Nicäa

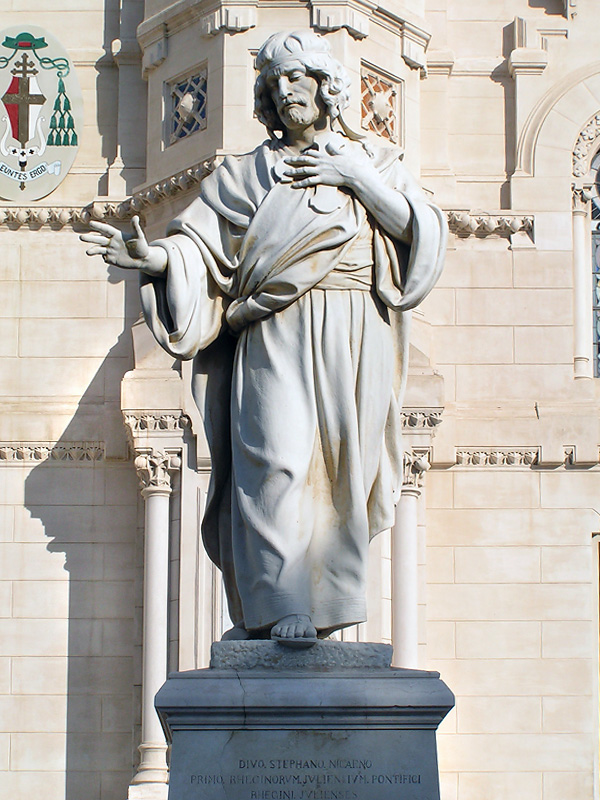
Statue des Stephanus vor der Kathedrale von Reggio

Stephanus von Nicäa († um 304? in Reggio Calabria) war ein früher Bischof von Reggio Calabria. 
Der Legende nach soll Stephanus aus Nicäa stammen und Paulus auf seiner Reise nach Italien begleitet haben, wo der Apostel ihn in Rhegium, dem heutigen Reggio, zum ersten Bischof der Stadt eingesetzt habe. Stephanus habe dann unter Kaiser Nero gemeinsam mit Suera, Agnes, Felicitas und Perpetua den Märtyrertod erlitten. Diese Überlieferung gilt allerdings als unzuverlässig; wahrscheinlicher ist ein Martyrium unter Kaiser Diokletian; die Frühdatierung wäre dann nachträglich erfolgt, um dem Bistum von Reggio ein möglichst ehrwürdiges Alter und eine direkte apostolische Stiftung zu verschaffen. Stephanus ist Stadtheiliger von Reggio, die Kathedrale der Stadt ist nach ihm benannt. Gedenktag des Heiligen ist der 5. Juli.